# Ру, Жорж (иллюстратор)
Жорж Ру (фр. George Roux, полное имя Александр-Жорж Ру, фр. Alexandre-Georges Roux; 1853, Ганж, департамент Эро — 1929, Версаль) — французский художник-иллюстратор.
Ученик Жан-Поля Лорана. В 1880-е гг. выставлялся как живописец, однако в наибольшей степени приобрёл известность благодаря книжным иллюстрациям, прежде всего к 22 романам Жюля Верна (больше книг Жюля Верна проиллюстрировал только Леон Бенет), начиная с романа Жюля Верна и Андре Лори «Найдёныш с погибшей "Цинтии"» (1885) и вплоть до «Необыкновенных приключений экспедиции Барсака», написанных Мишелем Верном на основе черновиков отца и опубликованных в 1919 году. В общей сложности Ру оставил около 1200 иллюстраций к Жюлю Верну. Среди других произведений, выходивших в оформлении Жоржа Ру, — «Остров сокровищ» Р. Л. Стивенсона, исторический роман Жана Экара «Король Камарга», сочинения Альфонса Доде и др.